# Elektrum

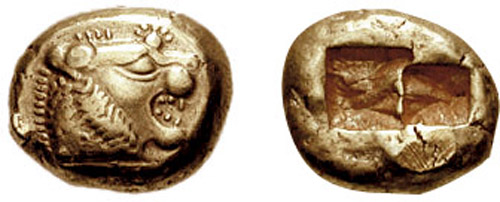
Uit elektrum vervaardigde munt uit Lydië (6e eeuw v.Chr.)

Elektrum is een in de natuur voorkomende legering van goud en zilver met sporen van koper en andere metalen. Afhankelijk van de verhoudingen van goud en zilver kan de kleur variëren van bleek tot helder geel. De legering werd onder andere gebruikt om bekers en munten te maken, bijvoorbeeld in het oude Griekenland.

## Etymologie
De naam elektrum komt van het Oudgriekse woord ἤλεκτρον (ēlektron) dat al in de Odyssee werd gebruikt voor een legering van goud en zilver. Hetzelfde woord werd gebruikt om barnsteen aan te duiden, een natuurlijk voorkomende fossiele hars die eveneens een gelige kleur heeft. Woorden als elektron en elektriciteit zijn hiervan afgeleid, vanwege de tribo-elektrische eigenschappen van barnsteen.